# Oostenrijks voetbalelftal (vrouwen)
Het Oostenrijks vrouwenvoetbalelftal is een voetbalteam dat uitkomt voor Oostenrijk bij internationale wedstrijden en competities, zoals het Europees kampioenschap.

## Prestaties op eindronden

### Wereldkampioenschap
| Jaar   | Resultaat           | Wed                 | W                   | G                   | V                   | DV                  | DT                  |
| ------ | ------------------- | ------------------- | ------------------- | ------------------- | ------------------- | ------------------- | ------------------- |
| 1991   | Niet gekwalificeerd | Niet gekwalificeerd | Niet gekwalificeerd | Niet gekwalificeerd | Niet gekwalificeerd | Niet gekwalificeerd | Niet gekwalificeerd |
| 1995   | Niet gekwalificeerd | Niet gekwalificeerd | Niet gekwalificeerd | Niet gekwalificeerd | Niet gekwalificeerd | Niet gekwalificeerd | Niet gekwalificeerd |
| 1999   | Niet gekwalificeerd | Niet gekwalificeerd | Niet gekwalificeerd | Niet gekwalificeerd | Niet gekwalificeerd | Niet gekwalificeerd | Niet gekwalificeerd |
| 2003   | Niet gekwalificeerd | Niet gekwalificeerd | Niet gekwalificeerd | Niet gekwalificeerd | Niet gekwalificeerd | Niet gekwalificeerd | Niet gekwalificeerd |
| 2007   | Niet gekwalificeerd | Niet gekwalificeerd | Niet gekwalificeerd | Niet gekwalificeerd | Niet gekwalificeerd | Niet gekwalificeerd | Niet gekwalificeerd |
| 2011   | Niet gekwalificeerd | Niet gekwalificeerd | Niet gekwalificeerd | Niet gekwalificeerd | Niet gekwalificeerd | Niet gekwalificeerd | Niet gekwalificeerd |
| 2015   | Niet gekwalificeerd | Niet gekwalificeerd | Niet gekwalificeerd | Niet gekwalificeerd | Niet gekwalificeerd | Niet gekwalificeerd | Niet gekwalificeerd |
| 2019   | Niet gekwalificeerd | Niet gekwalificeerd | Niet gekwalificeerd | Niet gekwalificeerd | Niet gekwalificeerd | Niet gekwalificeerd | Niet gekwalificeerd |
| / 2023 | Niet gekwalificeerd | Niet gekwalificeerd | Niet gekwalificeerd | Niet gekwalificeerd | Niet gekwalificeerd | Niet gekwalificeerd | Niet gekwalificeerd |
| Totaal | 0/9                 | 0                   | 0                   | 0                   | 0                   | 0                   | 0                   |

### Europees kampioenschap
| Jaar   | Resultaat                         | Wed                               | W                                 | G                                 | V                                 | DV                                | DT                                |
| ------ | --------------------------------- | --------------------------------- | --------------------------------- | --------------------------------- | --------------------------------- | --------------------------------- | --------------------------------- |
| 1984   | Niet deelgenomen aan kwalificatie | Niet deelgenomen aan kwalificatie | Niet deelgenomen aan kwalificatie | Niet deelgenomen aan kwalificatie | Niet deelgenomen aan kwalificatie | Niet deelgenomen aan kwalificatie | Niet deelgenomen aan kwalificatie |
| 1987   | Niet deelgenomen aan kwalificatie | Niet deelgenomen aan kwalificatie | Niet deelgenomen aan kwalificatie | Niet deelgenomen aan kwalificatie | Niet deelgenomen aan kwalificatie | Niet deelgenomen aan kwalificatie | Niet deelgenomen aan kwalificatie |
| 1989   | Niet deelgenomen aan kwalificatie | Niet deelgenomen aan kwalificatie | Niet deelgenomen aan kwalificatie | Niet deelgenomen aan kwalificatie | Niet deelgenomen aan kwalificatie | Niet deelgenomen aan kwalificatie | Niet deelgenomen aan kwalificatie |
| 1991   | Niet deelgenomen aan kwalificatie | Niet deelgenomen aan kwalificatie | Niet deelgenomen aan kwalificatie | Niet deelgenomen aan kwalificatie | Niet deelgenomen aan kwalificatie | Niet deelgenomen aan kwalificatie | Niet deelgenomen aan kwalificatie |
| 1993   | Niet deelgenomen aan kwalificatie | Niet deelgenomen aan kwalificatie | Niet deelgenomen aan kwalificatie | Niet deelgenomen aan kwalificatie | Niet deelgenomen aan kwalificatie | Niet deelgenomen aan kwalificatie | Niet deelgenomen aan kwalificatie |
| 1995   | Niet deelgenomen aan kwalificatie | Niet deelgenomen aan kwalificatie | Niet deelgenomen aan kwalificatie | Niet deelgenomen aan kwalificatie | Niet deelgenomen aan kwalificatie | Niet deelgenomen aan kwalificatie | Niet deelgenomen aan kwalificatie |
| 1997   | Niet gekwalificeerd               | Niet gekwalificeerd               | Niet gekwalificeerd               | Niet gekwalificeerd               | Niet gekwalificeerd               | Niet gekwalificeerd               | Niet gekwalificeerd               |
| 2001   | Niet gekwalificeerd               | Niet gekwalificeerd               | Niet gekwalificeerd               | Niet gekwalificeerd               | Niet gekwalificeerd               | Niet gekwalificeerd               | Niet gekwalificeerd               |
| 2005   | Niet gekwalificeerd               | Niet gekwalificeerd               | Niet gekwalificeerd               | Niet gekwalificeerd               | Niet gekwalificeerd               | Niet gekwalificeerd               | Niet gekwalificeerd               |
| 2009   | Niet gekwalificeerd               | Niet gekwalificeerd               | Niet gekwalificeerd               | Niet gekwalificeerd               | Niet gekwalificeerd               | Niet gekwalificeerd               | Niet gekwalificeerd               |
| 2013   | Niet gekwalificeerd               | Niet gekwalificeerd               | Niet gekwalificeerd               | Niet gekwalificeerd               | Niet gekwalificeerd               | Niet gekwalificeerd               | Niet gekwalificeerd               |
| 2017   | Halve finale                      | 5                                 | 2                                 | 3                                 | 0                                 | 5                                 | 1                                 |
| 2022   | Kwart finale                      | 4                                 | 2                                 | 0                                 | 2                                 | 3                                 | 3                                 |
| Totaal | 2/13                              | 9                                 | 4                                 | 3                                 | 2                                 | 8                                 | 4                                 |

## FIFA-wereldranglijst
Betreft klassering aan het einde van het jaar
| 2003 | 2004 | 2005 | 2006 | 2007 | 2008 | 2009 | 2010 | 2011 | 2012 | 2013 | 2014 | 2015 | 2016 | 2017 | 2018 | 2019 | 2020 | 2021 | 2022 | 2023 |
| ---- | ---- | ---- | ---- | ---- | ---- | ---- | ---- | ---- | ---- | ---- | ---- | ---- | ---- | ---- | ---- | ---- | ---- | ---- | ---- | ---- |
| 47   | 47   | 45   | 43   | 42   | 37   | 39   | 39   | 38   | 32   | 29   | 27   | 27   | 24   | 21   | 23   | 21   | 20   | 21   | 19   |      |

## Statistieken
- Bijgewerkt op 2 augustus 2017

### Tegenstanders
| Tegenstander      | Wed. | W | G | V | DV | DT | DS  |
| ----------------- | ---- | - | - | - | -- | -- | --- |
| Armenië           | 4    | 4 | 0 | 0 | 29 | 2  | +27 |
| Australië         | 1    | 1 | 0 | 0 | 2  | 1  | +1  |
| België            | 7    | 1 | 0 | 5 | 6  | 16 | –10 |
| Bulgarije         | 2    | 2 | 0 | 0 | 10 | 1  | +9  |
| Denemarken        | 3    | 2 | 0 | 1 | 7  | 6  | +1  |
| Duitsland         | 1    | 0 | 0 | 1 | 2  | 4  | –2  |
| Engeland          | 5    | 0 | 0 | 5 | 1  | 18 | –17 |
| Faeröer           | 2    | 2 | 0 | 0 | 9  | 0  | +9  |
| Finland           | 2    | 1 | 0 | 1 | 4  | 3  | +1  |
| Frankrijk         | 6    | 0 | 1 | 5 | 6  | 16 | –10 |
| Griekenland       | 4    | 2 | 1 | 1 | 4  | 2  | +2  |
| Hongarije         | 14   | 7 | 2 | 5 | 22 | 22 | 0   |
| Ierland           | 3    | 2 | 1 | 0 | 6  | 2  | +4  |
| IJsland           | 1    | 1 | 0 | 0 | 3  | 0  | +3  |
| Israël            | 5    | 5 | 0 | 0 | 17 | 0  | +17 |
| Italië            | 2    | 0 | 1 | 1 | 1  | 3  | –2  |
| Japan             | 1    | 0 | 0 | 1 | 0  | 1  | –1  |
| Joegoslavië       | 2    | 1 | 0 | 1 | 3  | 6  | –3  |
| Kazachstan        | 4    | 4 | 0 | 0 | 16 | 2  | +14 |
| Kroatië           | 2    | 1 | 0 | 1 | 1  | 1  | 0   |
| Malta             | 2    | 2 | 0 | 0 | 8  | 0  | +8  |
| Nederland         | 4    | 0 | 1 | 3 | 1  | 9  | –8  |
| Nigeria           | 1    | 0 | 1 | 0 | 1  | 1  | 0   |
| Nieuw-Zeeland     | 1    | 1 | 0 | 0 | 3  | 0  | +3  |
| Noord-Korea       | 1    | 0 | 0 | 1 | 0  | 2  | –2  |
| Noorwegen         | 5    | 0 | 1 | 4 | 2  | 12 | –10 |
| Oekraïne          | 1    | 0 | 0 | 1 | 0  | 2  | –2  |
| Polen             | 9    | 2 | 2 | 5 | 11 | 19 | –8  |
| Portugal          | 6    | 3 | 0 | 3 | 7  | 7  | 0   |
| Roemenië          | 1    | 0 | 0 | 1 | 0  | 2  | –2  |
| Rusland           | 5    | 1 | 1 | 3 | 6  | 13 | –7  |
| Schotland         | 3    | 0 | 0 | 3 | 2  | 10 | –8  |
| Servië            | 1    | 1 | 0 | 0 | 5  | 0  | +5  |
| Slowakije         | 10   | 4 | 1 | 5 | 14 | 18 | –4  |
| Slovenië          | 5    | 5 | 0 | 0 | 25 | 2  | +23 |
| Spanje            | 5    | 0 | 2 | 3 | 3  | 9  | –6  |
| Tsjecho-Slowakije | 1    | 0 | 1 | 0 | 1  | 1  | 0   |
| Tsjechië          | 4    | 1 | 2 | 1 | 7  | 11 | –4  |
| Turkije           | 3    | 2 | 1 | 0 | 7  | 2  | +5  |
| Wales             | 7    | 4 | 3 | 0 | 10 | 3  | +7  |
| Zuid-Korea        | 1    | 0 | 1 | 0 | 0  | 0  | 0   |
| Zwitserland       | 8    | 2 | 1 | 5 | 10 | 21 | –11 |

## Selecties

### Europees kampioenschap
| Doel        |                       |   |              |                     |
| 1           | Manuela Zinsberger    | 5 | -1 (-3) (-3) | FC Bayern München   |
| 21          | Jasmin Pfeiler        |   |              | SKV Altenmarkt      |
| 23          | Carolin Größinger     |   |              | FC Bergheim         |
| Verdediging |                       |   |              |                     |
| 2           | Marina Georgieva      |   |              | Turbine Potsdam     |
| 13          | Virginia Kirchberger  | 5 | 0            | MSV Duisburg        |
| 5           | Sophie Maierhofer     |   |              | Kansas Jayhawks     |
| 3           | Katharina Naschenweng |   |              | SK Sturm Graz       |
| 6           | Katharina Schiechtl   | 5 | 0            | Werder Bremen       |
| 11          | Viktoria Schnaderbeck | 5 | 0            | FC Bayern München   |
| 7           | Carina Wenninger      | 5 | 0            | FC Bayern München   |
| Middenveld  |                       |   |              |                     |
| 19          | Verena Aschauer       | 5 | (1) (0)      | SC Sand             |
| 14          | Barbara Dunst         |   |              | MSV Duisburg        |
| 16          | Jasmin Eder           | 1 | 0            | SKN Sankt Pölten    |
| 22          | Jennifer Klein        |   |              | SKN Sankt Pölten    |
| 8           | Nadine Prohaska       | 5 | 0            | SKN Sankt Pölten    |
| 17          | Sarah Puntigam        | 5 | (1)          | SC Freiburg         |
| 9           | Sarah Zadrazil        | 1 | 1            | Turbine Potsdam     |
| Aanval      |                       |   |              |                     |
| 4           | Viktoria Pinther      | 4 | (1) (0)      | SKN Sankt Pölten    |
| 15          | Nicole Billa          | 5 | 0            | TSG 1899 Hoffenheim |
| 10          | Nina Burger           | 4 | 2 (1)        | SC Sand             |
| 12          | Stefanie Enzinger     | 1 | 1            | SKN Sankt Pölten    |
| 18          | Laura Feiersinger     | 5 | (1) (0)      | SC Sand             |
| 20          | Lisa Makas            | 3 | 1            | MSV Duisburg        |

ÖFB · A-internationals · Selecties · Bondscoaches · Oostenrijks vrouwenelftal · Olympisch elftal · Oostenrijk U21 · Oostenrijk U20 · Oostenrijk U19 · Oostenrijk U18 · Oostenrijk U17 · Oostenrijk U16 · Vrouwen U17
1902 – 1919 ·
1920 – 1929 ·
1930 – 1939 ·
1940 – 1949 ·
1950 – 1959 ·
1960 – 1969 ·
1970 – 1979 ·
1980 – 1989 ·
1990 – 1999 ·
2000 – 2009 ·
2010 – 2019 ·
2020 – 2029
EK's: 2008 · 
2016 · 
2020 · 
2024
WK's: 1934 · 
1954 · 
1958 · 
1978 · 
1982 · 
1990 · 
1998
OS: 1912 ·
1936 ·
1948 ·
1952
1902 · 
1903 · 
1904 · 
1905 · 
1906 · 
1907 · 
1908 · 
1909 · 
1910 · 
1911 · 
1912 · 
1913 · 
1914 · 
1915 · 
1916 · 
1917 · 
1918 · 
1919 · 
1920 · 
1921 · 
1922 · 
1923 · 
1924 · 
1925 · 
1926 · 
1927 · 
1928 · 
1929 · 
1930 · 
1931 · 
1932 · 
1933 · 
1934 · 
1935 · 
1936 · 
1937 · 
1938 · 1939 · 1940 · 1941 · 1942 · 1943 · 1944 · 1945 · 
1946 · 
1947 · 
1948 · 
1949 · 
1950 · 
1952 · 
1952 · 
1953 · 
1954 · 
1955 · 
1956 · 
1957 · 
1958 · 
1959 · 
1960 · 
1961 · 
1962 · 
1963 · 
1964 · 
1965 · 
1966 · 
1967 · 
1968 · 
1969 · 
1970 · 
1971 · 
1972 · 
1973 · 
1974 · 
1975 · 
1976 · 
1977 · 
1978 · 
1979 · 
1980 · 
1981 · 
1982 · 
1983 · 
1984 · 
1985 · 
1986 · 
1987 · 
1988 · 
1989 · 
1990 ·
1991 · 
1992 · 
1993 · 
1994 · 
1995 · 
1996 · 
1997 · 
1998 · 
1999 · 
2000 · 
2001 · 
2002 · 
2003 · 
2004 · 
2005 · 
2006 · 
2007 · 
2008 · 
2009 · 
2010 · 
2011 · 
2012 · 
2013 · 
2014 · 
2015 · 
2016 · 
2017 · 
2018 · 
2019 · 
2020 · 
2021 ·
2022
Albanië ·
Algerije ·
Andorra ·
Argentinië ·
Azerbeidzjan ·
België ·
Bosnië en Herzegovina ·
Brazilië ·
Bulgarije ·
Canada ·
Chili ·
Costa Rica ·
Cyprus ·
Denemarken ·
DDR ·
Duitsland ·
Egypte ·
Engeland ·
Estland ·
Faeröer ·
Finland ·
Frankrijk ·
Georgië ·
Ghana ·
Griekenland ·
Hongarije ·
Ierland ·
IJsland ·
Iran ·
Israël ·
Italië ·
Ivoorkust ·
Japan ·
Joegoslavië ·
Kameroen ·
Kazachstan ·
Kroatië ·
Letland ·
Liechtenstein ·
Litouwen ·
Luxemburg ·
Malta ·
Moldavië ·
Montenegro ·
Nederland ·
Nigeria ·
Noord-Ierland ·
Noord-Macedonië ·
Noorwegen ·
Oekraïne ·
Paraguay ·
Peru ·
Polen ·
Portugal ·
Roemenië ·
Rusland ·
San Marino ·
Schotland ·
Servië ·
Slovenië ·
Slowakije ·
Sovjet-Unie ·
Spanje ·
Trinidad en Tobago ·
Tsjechië ·
Tsjecho-Slowakije ·
Tunesië ·
Turkije ·
Uruguay ·
Venezuela ·
Verenigde Staten ·
Wales ·
Wit-Rusland ·
Zweden ·
Zwitserland
Algerije (1982) · 
Chili (1982) · 
Duitsland (2008) · 
Frankrijk (1982) · 
Hongarije (2016) · 
Italië (2021) · 
Kroatië (2008) · 
Nederland (2021) · 
Noord-Ierland (1982) · 
Noord-Macedonië (2021) · 
Oekraïne (2021) · 
Polen (2008) ·  
Portugal (2016) · 
West-Duitsland (1982)